# Natomedaljen
Natomedaljen är en internationell militär utmärkelse som kan ges till militära förband under ledning av militäralliansen Nato. Medaljen tillverkas av företaget Eekelers-Centini Intl i Hemiksem i Belgien.

## Bakgrund
Natomedaljen instiftades 1996 som belöning till personer som tjänstgjort i Implementation Force (IFOR) som en del av Operation Joint Endeavor i forna Jugoslavien på Balkan. Ett nytt släpspänne togs fram 1999 för de som deltog i Operation Allied Force i Kosovo. I takt med att Natoledda militära operationer blev vanligare, togs släpspännen fram för varje operation.
I början av 2003 begränsade och fastställde Nato tre typer av släpspännen och medaljband: en för Natomedaljen för särskilda meriter, Artikel 5-medaljen och Natomedaljen (utöver artikel 5). Den specifika operationen framgår av miniatyrtecken på släpspännet där namnet på operationen framgår. Ändringen infördes för deltagare som inledde sin tjänstgöring från och med 2 december 2002. Ett resultat av detta var att den som började sin tjänstgöring på Balkan från och med 2 december 2002 bara tilldelas Natomedaljen (utöver artikel 5).